# (17016) 1999 CV123
A (17016) 1999 CV123 a Naprendszer kisbolygóövében található aszteroida. A LINEAR projekt keretében fedezték fel 1999. február 11-én.